# نبرد بارنت
نبرد بارنت (انگلیسی: Battle of Barnet) یک درگیری قطعی در جنگ‌های مشهور به جنگ رزها می‌باشد، درگیری‌ای که میان خاندان‌های انگلستان در قرون وسطی رخ داد، اقدام نظامی، همراه با نبرد پس از آن به نام نبرد تویکس‌بری باعث ایجاد امنیت تاج و تخت ادوارد چهارم گردید، این نبرد در ۱۴ آوریل ۱۴۷۱ نزدیک بارنت و پس از آن در یک شهر کوچک به نام هرتفورد شایر در شمال لندن روی داد.
ادوارد دودمان یورک را در جنگ علیه دودمان لنکستر رهبری می‌کرد که این امر در جهت پس زدن ادعای تصاحب هنری ششم برای تاج و تخت بود، امری که توسط سپردن رهبری ارتش لنکسترها به دست ریچارد نویل، شانزدهمین ارل واریک صورت گرفت، همان شخصی که می‌توانست نقش مهمی را در سرنوشت هر کدام از پادشاه‌ها ایفا نماید، مورخان اعتقاد بر این دارند که این نبرد یکی از درگیری‌های مهم دوران جنگ رزها می‌باشد که به نوبهٔ خود تعیین کنندهٔ بخت و اقبال هر یک از دو خاندان بود، پیروزی ادوارد در این جنگ باعث شد تا برای ۱۴ سال یورک‌ها بر انگلستان حکومت کنند.

## نگارخانه

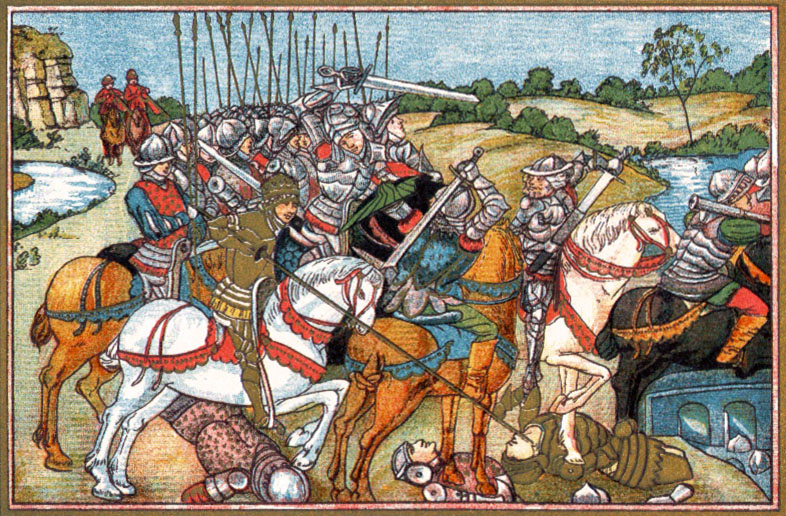
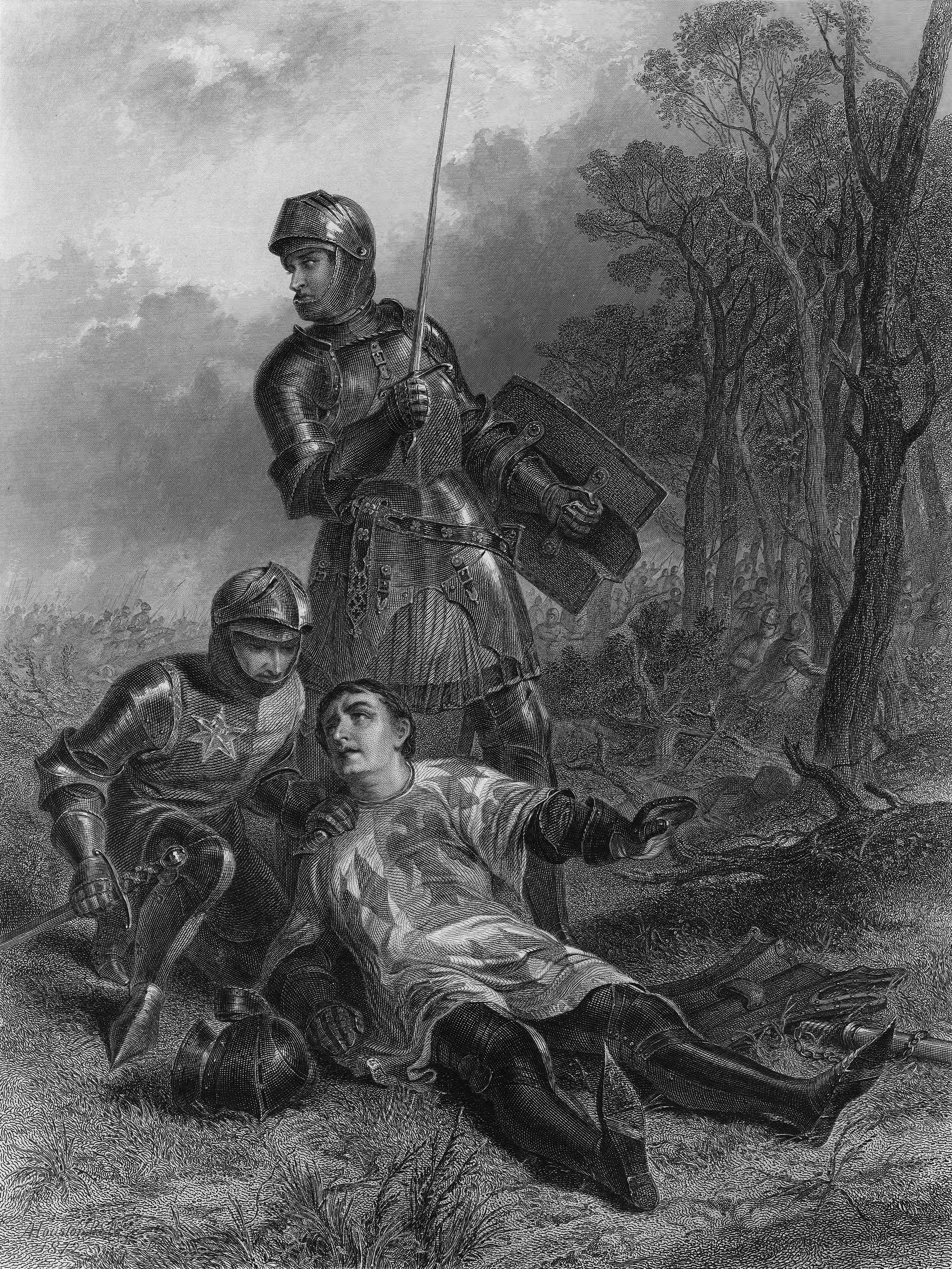
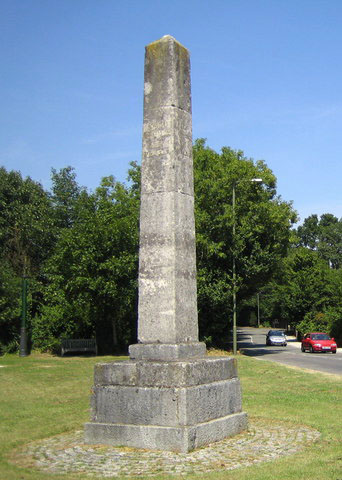